# رضا جعفری
رضا جعفری (زاده ۱۳۶۴) معاون پیشین دادستان تهران و اولین سرپرست دادسرای ویژه رسیدگی به جرایم رایانه‌ای و فناوری ارتباطات است. از آذر۱۳۹۵ تاکنون رضا جعفری مشغول به کار در دادسرای انتظامی قضات می‌باشد.

## سوابق اجرایی پیشین
رضا جعفری مدیر کلی کارگزینی قوه قضاییه، دادستان عمومی و انقلاب خراسان رضوی، سرپرست بازرسی دادگستری استان خراسان رضوی و معاون قضایی دادگستری این استان را در سوابق قضایی خود دارد و به مدت ۷۰ ماه نیز از دادسرای انتظامی قضات به عنوان مأمور به خدمت در دادسرای عمومی و انقلاب تهران حضور داشته‌است.

## تحریم اتحادیه اروپا
اتحادیه اروپا طی تصمیم روز جمعه ۴ فروردین (۲۳ مارس) در بروکسل، ۱۷ مقام ایرانی از جمله رضا جعفری را به دلیل نقشی که در نقض گسترده و شدید حقوق شهروندان ایرانی داشته‌اند، از ورود به کشورهای این اتحادیه محروم کرد. کلیه دارایی‌های این مقامات نیز در اروپا توقیف خواهد شد.

## موارد نقض حقوق بشر
بر اساس بیانیه اتحادیه اروپا، رضا جعفری مسئول بازداشت و بازجویی از وبلاگ نویسان و روزنامه‌نگاران پس از انتخابات مناقشه‌برانگیز ریاست جمهوری سال ۸۸می‌باشد.